# ジョン・アンドレ
ジョン・アンドレ（英: John André、1750年5月2日-1780年10月2日）は、アメリカ独立戦争時のイギリス陸軍将校であり、アメリカ大陸軍に捕まり、スパイとして処刑された。これは大陸軍のベネディクト・アーノルドがイギリス軍にニューヨークのウェストポイント砦を明け渡そうとした策謀に加担したためだった。

## 初期の経歴
アンドレは1750年5月2日にロンドンで、ユグノーの両親の息子として生まれた。父のアントワーヌ・アンドレはスイスのジュネーヴ出身の商人であり、母のマリー・ルイーズ・ジラドーはフランスのパリ出身だった。アンドレが20歳のときに、イギリス陸軍に入隊し、1774年には中尉としてカナダに駐屯していた第23歩兵連隊に加わった。1775年11月にはサンジャン砦で大陸軍のリチャード・モントゴメリー将軍に捕まり、1776年12月までペンシルベニア植民地のランカスターで捕虜として囚われていた。その後捕虜交換で釈放された。1777年1月18日に第26歩兵連隊の大尉、1778年には少佐に昇進した。
アンドレは、イギリス軍がフィラデルフィアとニューヨークを占領しているときに、そこの社交界で非常に受けが良かった。フィラデルフィアにいた9ヶ月近くの間に、ベンジャミン・フランクリンの家を占有しており、イギリス軍がフィラデルフィアを離れるときにフランクリンの家のものを持ち出したと言われている。アンドレは快活で気持ちの良い物腰であり、影絵を描いて切り抜くことができ、また詩を歌ったり書いたりできた。クリントン将軍の通信文の多くを書いた有能な書き手だった。英語、フランス語、ドイツ語およびイタリア語に堪能だった。諧謔詩も書いていた。

## 逮捕と処刑
1779年、アンドレは少佐の階級でアメリカ駐在イギリス軍の補給局長になった。4月には秘密情報部の仕事を与えられた。翌1780年までに大陸軍の将軍であるベネディクト・アーノルドと陰謀を作り始めた。ロイヤリストの出身であるアーノルドの妻ペギー・シッペンはアンドレとも親しい友人であり、愛人だった可能性もある。シッペンがアーノルドと結婚する前にフィラデルフィアで交際していた。ペギーは通信を仲介した一人だった。アーノルドはウェストポイント砦の指揮官となり、これを2万ポンド（2008年では110万ドルに相当）でイギリス軍に売り渡すことに合意した。この策謀が成功すればイギリス軍はニューイングランドを他のアメリカ植民地から孤立させることができるはずだった。
アンドレは1780年9月20日にアーノルドを訪問するためにハドソン川を上った。夜になってイギリスのスループ艦バルチュアからボートを出して岸に漕ぎ着け、ストーニーポイントの下流の森の中でアーノルドに会った。アンドレはアーノルドをウェスト・ハベストローにあるトマス・スミスの家に連れて行った。この家はスミスの兄弟であるジョシュア・ヘット・スミスが使っていた。二人が話を終える前に朝が訪れ、川向こうのバープランクスポイントを守るジェイムズ・リビングストン指揮下の大陸軍がバルチュアに向かって砲撃を開始し、バルチュアはアンドレを待たずに下流に逃げ出すしかなかった。アンドレは9月21日にもアーノルドに会った。これがアンドレの逮捕に繋がる誤りの始まりだったかもしれない。

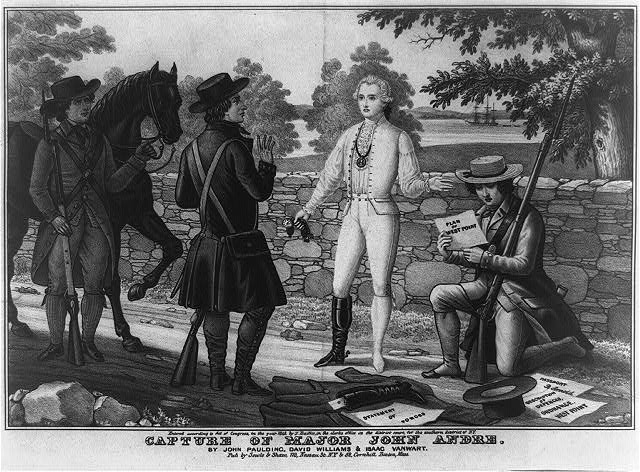
ジョン・アンドレの逮捕

アンドレは大陸軍の前線を抜けて逃れるために、アーノルドから文民の服と通行証を提供された。アンドレはジョン・アンダーソンの名前を騙り、そのことでスパイとして捉えられた。軍服を着て居れば戦争捕虜になった可能性がある。アーノルドはイギリス軍が砦をどのようにすれば手に入れられるかを示すアーノルド手書きの文書6枚も与えた。しかしクリントン将軍は砦の配置を既に承知していた。アンドレはそれをストッキングの中に隠した。さらに賢明ではなかったことに、アンドレに付き添っていたジョシュア・ヘット・スミスが、アンドレの逮捕直前に別れてしまっていた。 
アンドレは9月23日の午前9時までは無事に馬で移動していた。タリータウンまで来たときにジョン・ポールディング、アイザック・ヴァン・ワートおよびデイビッド・ウィリアムズという3人の武装した民兵がアンドレを呼び止めた。
アンドレは民兵の一人がドイツ人傭兵の上着を着ていたので彼等がトーリー（ロイヤリスト）だと考え「紳士諸君、貴方達は我々の党に所属していると期待する」と言った。民兵の一人が「どの党だい？」と尋ねた。アンドレは「ローワー党」と答えたが、これはイギリス軍を意味していた。「そうだよ」が答えだった。アンドレは自分がイギリス軍士官であり引き留めてはならないと告げると、驚いたことに民兵達はアメリカ側の者だと告げ、さらにアンドレを捕虜にすると告げた。このときアンドレは自分がアメリカの士官であると告げ通行証を見せた。しかし民兵達に疑念が起こり、アンドレの身体検査をした結果、ストッキングの中のアーノルドが書いた書類を見付けた。ポールディングだけが字を読めたので、暫くの間アーノルドは疑われなかった。アンドレは、もしこのまま解放してくれるならば馬と時計を提供すると告げたが、彼等は賄賂を受け取らなかった。アンドレは裁判の時の証言で民兵達が盗む目的でアンドレのブーツを探したと言った。しかしポールディングはアンドレがスパイだと認識し、サンズヒルにあった大陸軍の作戦本部に連れて行った。

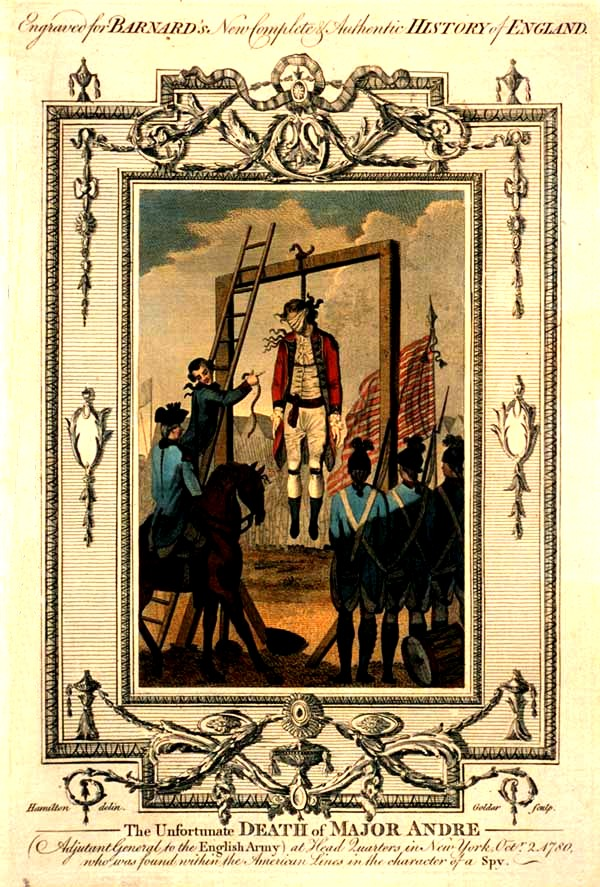
アンドレ少佐の処刑

アンドレはまずアーモンクにあるサンズミルで拘束され、その後タッパンにあった大陸軍の本部に連れて行かれ、オールド'76ハウスに留め置かれた。この家は監獄ではなかった。そこでアンドレは身分を明らかにした。基地の指揮官ジョン・ジェイムソン中佐はアンドレとその文書をアンドレのもとに届けることにしたので、初めはうまく行っていた。しかし、大陸軍情報部の長であるベンジャミン・トールマッジ少佐が到着してジェイムソンに捕虜を連れ戻すよう説得した。トールマッジは軍の高官がイギリス軍側に逃亡する計画を立てているという情報を掴んでいたが、その高官が誰であるかは分かっていなかった。しかし、ジェイムソンは書類をアーノルドに送ることを主張した。このためにアーノルドにとってはイギリス側に逃亡する時間ができた。
この件に関するトールマッジの証言に拠れば、彼とアンドレはその逮捕と護送の間に会話を交わした。アンドレはワシントンが自分をどう扱うかを知りたがった。トールマッジはイェール大学在学時にネイサン・ヘイルと同級だったので、ヘイルが捕まったときのことを話した。アンドレがトールマッジに状況は同じようなものかを尋ねると、トールマッジは「そうだ、まさしく類似している、貴方も同じ運命になる」と言って、ヘイルがスパイとしてイギリス軍に処刑されたことを伝えた。
ジョージ・ワシントン将軍は事態を調査するために上級士官の会議を招集した。ワシントンは4年ほど前にイギリス軍のウィリアム・ハウ卿がヘイルに対処したやり方に倣って裁判を求めた。軍法会議に集まったのはナサニエル・グリーン少将（主宰）、スターリング少将、アーサー・セントクレア少将、ラファイエット少将、ロバート・ハウ少将、シュトイベン少将、サミュエル・H・パーソンズ准将、ジェイムズ・クリントン准将、ヘンリー・ノックス准将、ジョン・グロバー准将、ジョン・パターソン准将、エドワード・ハンド准将、ジェデディア・ハンティントン准将、ジョン・スターク准将および法務総監のジョン・ローレンスだった。

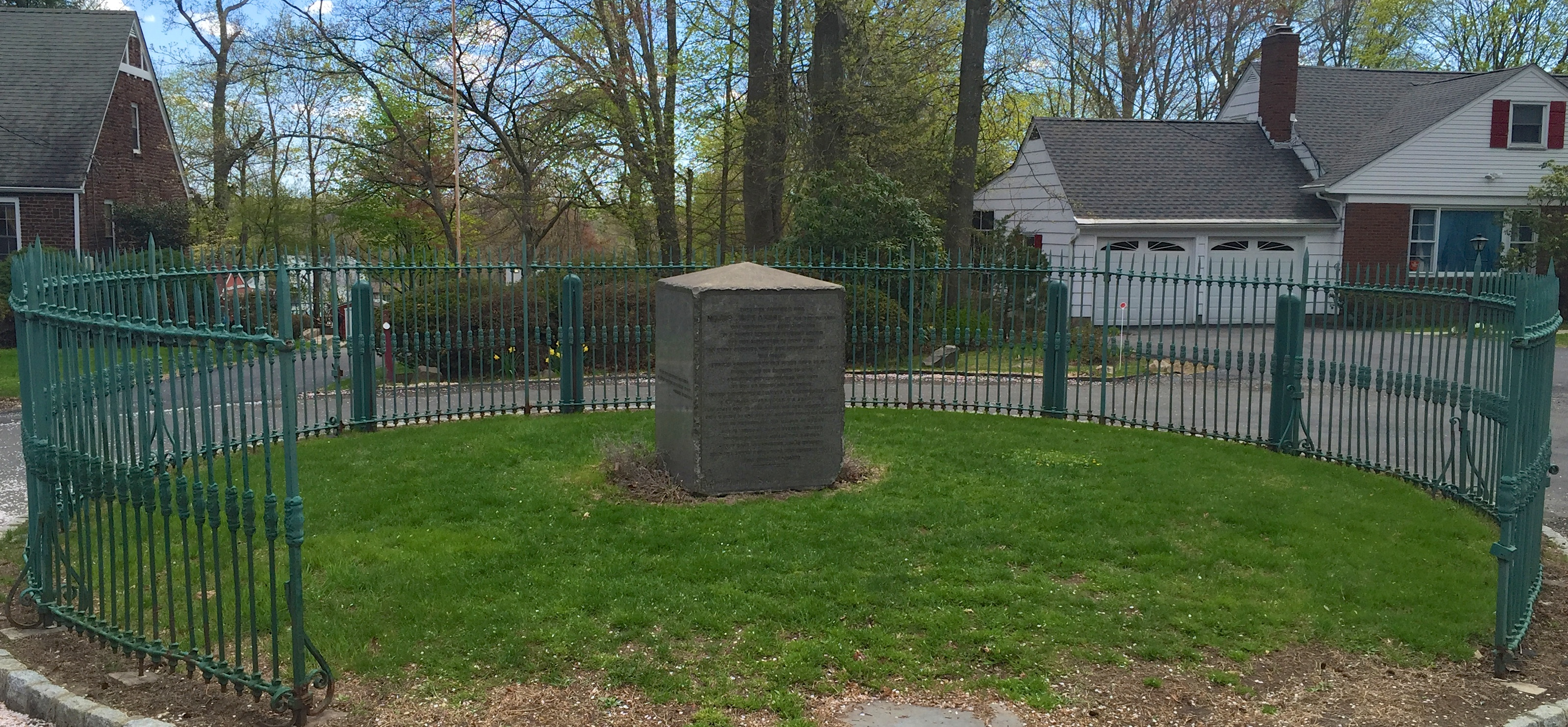
処刑場にある記念碑

アンドレの言い分は「戦争で有利になるために」敵の士官を買収しようとしていたということだった。しかし、彼は立派なことにアーノルドに責めを負わそうとは決してしなかった。アンドレは敵前線の背後に行こうとは望まなかったし、そういう計画も立てなかったと陳述した。また自分は戦争捕虜なので文民の服で逃亡する権利があったとも述べた。9月29日、会議はアンドレが大陸軍前線の背後に「でっちあげの名前と偽装した服装で」いたことで有罪と裁定し、「アンドレ少佐、イギリス陸軍の補給局長は敵からのスパイと考えるべきであり、諸国の法と慣習に従い、死を賜るものとするのが意見である」と言い渡した。
後にグロバーがアンドレ処刑の日の担当士官となった。ニューヨーク市にいるイギリス軍の司令官ヘンリー・クリントン卿はお気に入りの副官であるアンドレを救うためにできることは全て行ったが、アーノルドを蔑んでいたにも拘わらず、アンドレとアーノルドを交換することは拒んだ。アンドレはジョージ・ワシントン将軍に銃殺隊による処刑を懇願したが、戦時国際法に従って、10月2日にタッパンでスパイとして絞首刑に処せられることになった。
アンドレが処刑の2日前に書いた宗教詩が処刑後にそのポケットから見つかった。
アンドレは捕虜になっているときにアメリカの士官達に好かれ、イギリス軍と同じくらいにその死を嘆かせることになった。アレクサンダー・ハミルトンはアンドレについて「おそらく誰もその死を当然の報いとは捉えなかったし、それに値するとも見なかった」と記した。処刑の前日にペンとインクで自画像を描いており、現在はイェール大学に保存されている。目撃者の証言によれば、事実アンドレは目隠しを拒否し、自身で首を絞め縄に委ねたとされている。
アンドレ少佐最後の日の目撃者証言は、アメリカ独立戦争時の軍医ジェイムズ・サッチャー博士による著書『アメリカ独立戦争：アメリカ軍の始まりから解体まで、日誌体であらゆる重要な出来事の正確な日付付き、また最も著名な将軍達の略伝』の中に見出すことができる。

## 事件の後

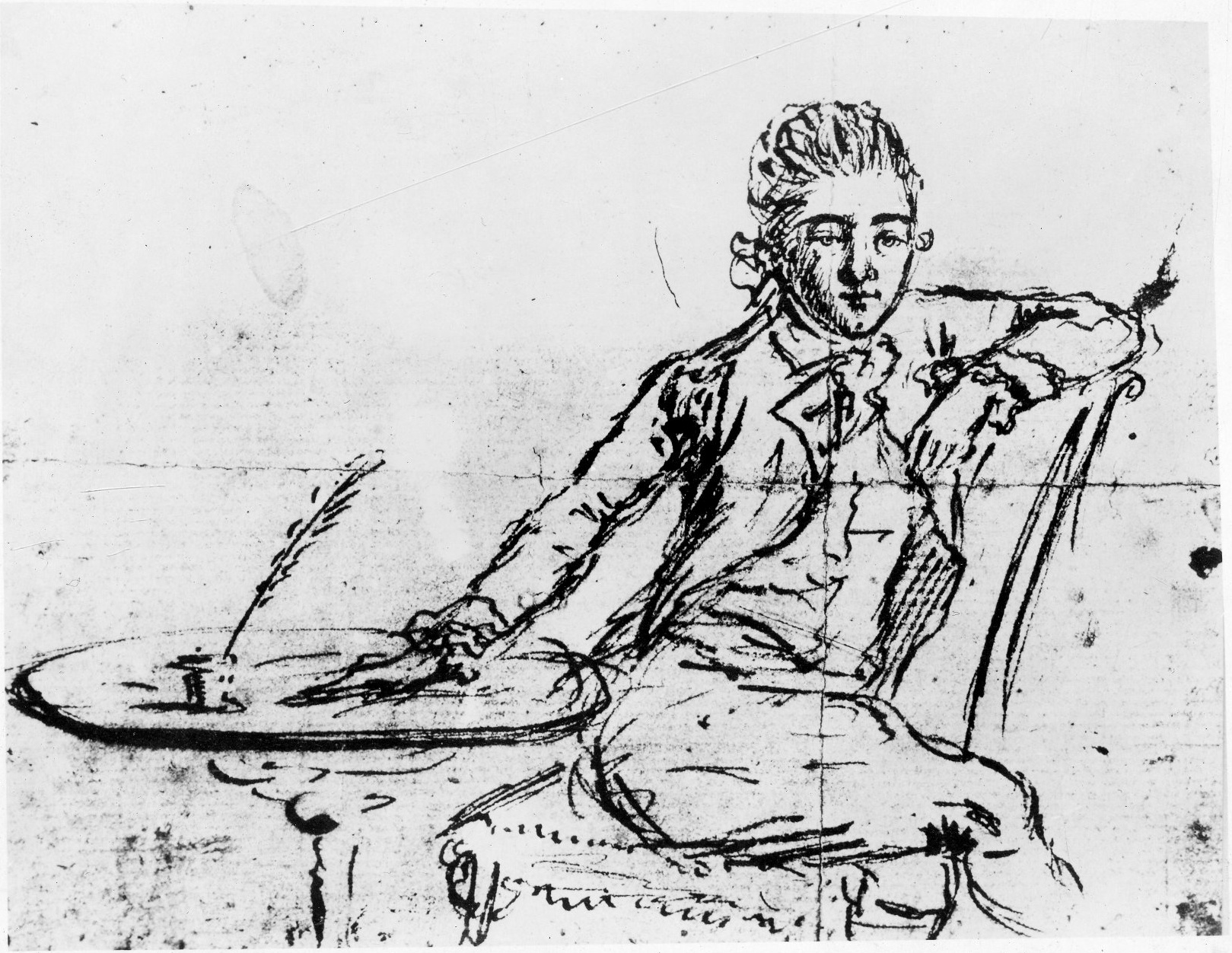
アンドレ処刑前夜の自画像

アンドレの死刑執行人ストリックランドはアンドレが裁判に掛けられている間、危険なトーリーとしてタッパンの宿営地で拘束されていた者であり、死刑執行人の任務を引き受けたことで解放され、ラマポバレーあるいはスミスクラブの自宅に戻った。その後の経緯は不明である。
アンドレとの策謀に関わっていたとされるジョシュア・ヘット・スミスもタッパンの改革派教会で裁判に掛けられた。この裁判は4週間続き、証拠不十分で無罪とされた。
アンドレをバルチュアから岸まで連れてくるためにアーノルドが指示していたコルクホン兄弟、および見張っていたボートが捕獲されたキーアーズ少佐はあらゆる容疑を晴らすことができた。
アンドレの母と3人の姉妹には彼の死から間もなく年金が支払われることになり、兄弟のウィリアム・アンドレは準男爵に叙爵された。
1821年、ヨーク公の命令で処刑台の下に埋められていたアンドレの遺骸はイングランドに移され、ウェストミンスター寺院の英雄のコーナーで国王達や詩人達の間に置かれた。その上にはアンドレの死についてブリタニアの葬儀を示す大理石製の碑とともにイギリスのライオンが置かれた。1879年10月2日、タッパンの処刑場跡に記念碑が除幕されたが、3年後にヘンドリックスというニューヨーク市の社会党員の手によって爆破された。ヘンドリックスは1884年にフルトンフェリーのブルックリン側で暴行をうけて死んだ。
アンドレを捕まえた者達の名前はジョン・ポールディング、アイザック・ヴァン・ワートおよびデイビッド・ウィリアムズだった。アメリカ合衆国議会は彼等のそれぞれに年金200ドルとフィデリティ・メダリオンと呼ばれる銀メダルを送った。3人ともオハイオ州の郡の名前になって称えられており、1853年にはアンドレを捕まえた場所に彼等の記念碑が建てられた。
ジョージ・ワシントン将軍からロシャンボー伯爵に宛てた1780年10月10日付けの手紙には「彼は犯罪者よりも不幸だった」と記した。ワシントンからジョン・ローレンスに宛てた1780年10月13日付けの手紙には、「洗練された男で勇敢な士官」という言葉があった。

## 歴史上の扱い
アンドレはイギリス・スパイ組織のリーダーおよびベネディクト・アーノルドの手引きをした者として主に記憶されている。巷間の伝説ではペギー・シッペンが後にアーノルドにしたようにアンドレと恋に落ち追いかけたと言われる。
歴史的に、アンドレが女性に興味を持たなかったと言われていることは、ペギー・シッペンの手紙の一つでアンドレについて「女性に対して反応が無いように見える」と書かれていたことによっている。
ウィラード・スターン・ランドールのノンフィクション『アレクサンダー・ハミルトン：一つの生涯』では、ジョン・アンドレ少佐の逮捕前とされる時点の詳細（ハミルトンの妻がハミルトンと結婚する前にアンドレに興味を持っていた）やその処刑の様子を書いている。アンドレを叙述するときにアンドレと彼が最後の手紙を書いたクリントン将軍との間の最もありそうな関係についても述べている。

## 大衆文化の中で
歴史文書や小説を書いた著者の中には、アンドレがホモセクシュアルだったと推量する者がいる。その一つの例としては、ジョン・エンサー・ハーによる『ダークイーグル：ベネディクト・アーノルドとアメリカの革命に関する小説』がある。ロバート・ズブリンによる『ベネディクト・アーノルド：5幕のアメリカ独立戦争に関するドラマ』（2005年）でも、アンドレがクリントン将軍の愛人だったことを同様に示唆している。
1968年、古典的空想科学小説『海底への旅』（邦題『原子力潜水艦シービュー号』）シリーズの最後のエピソードである『戻り道無し』では現代の潜水艦シービューが独立戦争の時代に戻る。その潜水艦にはアーノルド（俳優はバリー・アットウォーター）とアンドレ（俳優はウィリアム・ベックレー）が率いる兵士達が乗り込んでいる。アーノルドは不愉快な男でごろつきであるのに対し、アンドレは洗練された紳士である。ある士官がこの二人について乗組員に話し、アンドレの運命について悲しみを表す。
アンドレはトレバー・グリフィスの戯曲新世界: トマス・ペインの生涯にも登場する。バーナード・コーンウェルによる1987年の歴史小説レッドコートにもアンドレが登場する。
ベネディクト・アーノルドの亡命とアンドレの行動を巡る出来事はジョン・スタージェス監督の1955年の映画スカーレット・コートの主題だった。マイケル・ワイルディングがアンドレ少佐を演じた。